# Nguyễn Phúc Trinh Huy
Nguyễn Phúc Trinh Huy (chữ Hán: 阮福貞徽; 1841 – 1858), phong hiệu Xuân Lâm Công chúa (春林公主), là một công chúa con vua Thiệu Trị nhà Nguyễn trong lịch sử Việt Nam.

## Tiểu sử
Công chúa Trinh Huy sinh năm Tân Sửu (1841), là con gái thứ 25 của vua Thiệu Trị, mẹ là Cung nga Nguyễn Viết Thị Lệ. Hoàng triều Ngọc điệp (chính biên) có chép về bà Cung nga Nguyễn thị như sau: "Năm Minh Mạng thứ 6, thị hầu Tiềm để. Năm Thiệu Trị nguyên niên, sung vào hàng Cung nhân. Năm thứ 3, cho làm Cung nga ở Điển soạn của Thượng diên viện", vì vậy nên bà Lệ được xem là một Nữ quan.
Năm Tự Đức thứ 10 (1857), vua anh gả công chúa cho Phò mã Đô úy Trần Hương, người Chương Nghĩa, Quảng Nghĩa, là con của Tổng đốc Trần Hoằng. Tổng đốc Hoằng do để đồn An Hải và đồn Điện Hải thất thủ trước quân Pháp nên bị cách chức vào năm 1858; võ quan Đào Trí sau đó lên thay ông.
Năm Tự Đức thứ 11 (1858), công chúa Trinh Huy mất, hưởng dương 18 tuổi, lấy chồng mới được một năm, không có con, được truy tặng làm Xuân Lâm Công chúa (春林公主), thụy là Tuệ Thục (慧淑). Ban đầu, bà được thờ ở đền sau của đền Triển Thân, đến năm 1885 triều vua Hàm Nghi thì mới được đưa về thờ ở đền Thân Huân.
Tẩm mộ của công chúa Xuân Lâm ngày nay tọa lạc tại đường Bùi Thị Xuân, phường Thủy Xuân, Huế. Mộ của bà Cung nga Nguyễn Viết thị được táng gần con gái bà, nằm ở phía nam tẩm của chúa Xuân Lâm.